# チャーチル・ブラザーズSC
チャーチル・ブラザーズFCゴア（Churchill Brothers Football Club Goa）は、インド・ゴア州・サルセッテをホームタウンとするサッカークラブチーム。1988年に設立された。AFCチャンピオンズリーグ2010のプレーオフでは、西地区決勝でアル・ワフダに敗れ、AFCチャンピオンズリーグ出場はならなかった。

## タイトル

### 国内タイトル
- Iリーグ

優勝2回 : 2008-2009, 2012-2013
- IFAシールド

優勝2回 : 2009, 2011
- デュランド・カップ

優勝3回 : 2007, 2009, 2011

## 歴代所属選手
- マヘシュ・ガウリ 2000-2003
- オグバ・カル・ナンナ 2007-2010
- 伊藤壇 2009-2010
- ヴィンセント・ケイン 2010-2011
- スニル・チェトリ 2013-